# Abdellah Haimoud
Abdellah Haimoud (en arabe : عبدالله حيمود), né le 21 mai 2001, est un footballeur marocain. Pouvant jouer au poste de milieu de terrain, il joue au FC Rouen.

## Biographie

### En club
Abdellah Haimoud est formé à l'Académie Mohammed VI. En 2021, il obtient un transfert au Wydad AC.
Le 30 mai 2022, il entre en jeu à la 84ème minute à la place de Guy Mbenza contre l'Al-Ahly SC en finale de la Ligue des champions de la CAF et remporte la compétition grâce à une victoire de 2-0 au Stade Mohammed-V,,,. Le 28 juillet 2022, il est titularisé et atteint la finale de la Coupe du Maroc après une défaite sur séance de penaltys face à la RS Berkane (match nul, 0-0).
En pleine phase de changement d'entraîneur avec la venue de Sven Vandenbroeck, il parvient à se qualifier en finale de la Ligue des champions le 20 mai 2023 après un match nul retour de 2-2 en étant titularisé face au Mamelodi Sundowns FC au Loftus Versfeld Stadium en Afrique du Sud.

### En sélection
En juillet 2022, il reçoit sa première convocation de Hicham Dmii pour figurer sur sa liste de la sélection du Maroc olympique qui prend part aux Jeux de la solidarité islamique qui a lieu à Konya en Turquie. La liste comprend uniquement les joueurs locaux âgés moins de 23 ans. Se retrouvant dans un groupe B composé de l'Iran, de l'Arabie saoudite et l'Azerbaïdjan, le premier match est remporté sur tapis vert à la suite du retrait de l'Iran de la compétition. Lors du deuxième match, les Marocains sont défaits par les Saoudiens sur un score de 2-0. Il est alors éliminé au premier tour après un match nul de 2-2 enregistré face à l'Azerbaïdjan. Lors de ce dernier match, les buts sont inscrits par Reda Slim et Hamza Regragui.
Le 15 septembre 2022, il est convoqué par Hicham Dmii avec le Maroc olympique pour une double confrontation face au Sénégal olympique dans le cadre d'un stage de préparation pour les qualifications aux Jeux olympiques d'été de 2024.
Le 22 mars 2023, il rejoint le Maroc olympique sous la houlette du nouveau sélectionneur Issame Charaï pour un match amical face à la Côte d'Ivoire olympique à Rabat dans le cadre des préparations à la Coupe d'Afrique des nations des moins de 23 ans qui se déroulera au Maroc en 2023,. Lors de ce match, il entre en jeu en remplaçant Abdellah Farah (défaite, 2-3). Deux jours plus tard, il figure sur le banc lors d'un nouveau match amical face au Togo olympique, mais entre en jeu en deuxième mi-temps (victoire, 2-0). Il enchaîne en entrant en jeu en deuxième mi-temps face à l'Ouzbékistan olympique, le 27 mars (victoire, 3-0). Il ne figure finalement pas sur la liste définitive des joueurs prenant part à la compétition.
Sélectionné en septembre 2023, il entre en jeu lors d'un match amical le 7 septembre contre le Brésil olympique à Fès (victoire, 1-0),. Un deuxième match amical prévu le 11 septembre dans la même ville est annulé par la fédération marocaine à la suite du séisme au Maroc,.

## Statistiques
| Saison                | Club                  | Championnat           | Championnat | Championnat | Championnat | Coupe(s) nationale(s) | Coupe(s) nationale(s) | Coupe(s) nationale(s) | Compétition(s) continentale(s) | Compétition(s) continentale(s) | Compétition(s) continentale(s) | Compétition(s) continentale(s) | Total | Total | Total |
| Saison                | Club                  | Division              | M.          | B.          | P.d.        | M.                    | B.                    | P.d.                  | Comp.                          | M.                             | B.                             | P.d.                           | M.    | B.    | P.d.  |
| 2020-2021             | Wydad de Casablanca0  | Botola                | 13          | 0           | 1           | 0                     | 0                     | 0                     | C1                             | 0                              | 0                              | 0                              | 13    | 0     | 1     |
| 2021-2022             | Wydad de Casablanca   | Botola                | 18          | 2           | 1           | 1                     | 0                     | 0                     | C1                             | 7                              | 0                              | 0                              | 26    | 2     | 1     |
| Sous-total            | Sous-total            | Sous-total            | 31          | 2           | 2           | 1                     | 0                     | 0                     | -                              | 7                              | 0                              | 0                              | 39    | 2     | 2     |
| Total sur la carrière | Total sur la carrière | Total sur la carrière | 31          | 2           | 2           | 1                     | 0                     | 0                     | -                              | 7                              | 0                              | 0                              | 39    | 2     | 2     |

## Palmarès

### En club
Wydad AC
- Botola Pro
  - Vainqueur (2): 2021-2022.
- Ligue des champions de la CAF
  - Vainqueur : 2022.
- Coupe du Maroc
  - Finaliste : 2021 (2022)